# Хмелевский, Павел
Павел Хмелевский (польск. Balcer Chmielewski; ум. в 1638) — польский перебежчик, участник освобождения Москвы от иностранных интервентов в 1612 году, российский государственный деятель.

## Биография
В России в составе польского войска оказался около 1607 года. Служил Лжедмитрию II.
В 1612 году в звании ротмистра осажденного польского войска в Москве перебежал в лагерь Второго ополчения. Принял активное участие в освобождении Москвы от иностранных интервентов, командуя польским эскадроном, сражавшимся на стороне Минина и Пожарского.
Перешёл из католичества в православие.
В 1614 году готовился бежать из Москвы. После обнаружения намерения царскими властями, был сослан в Тобольск как государственный преступник.
В Сибири в 1622 году был назначен начальником Енисейска.
В 1625 и 1630 годах назначался царским ревизором в Мангазее.
В 1638 году был переведён в Томск, по дороге в который скончался.